# Studio One (etichetta discografica)

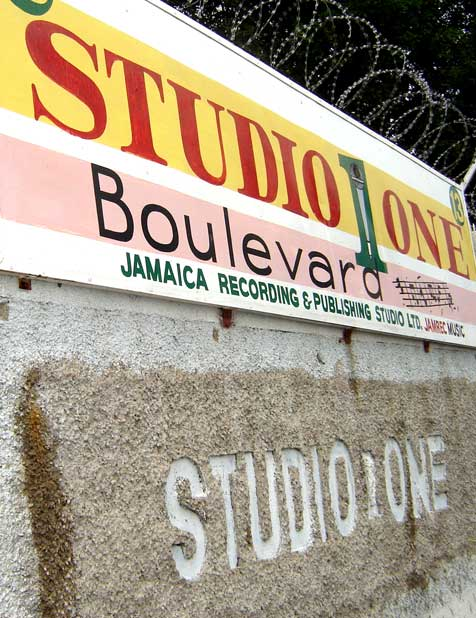
Studio One

La Studio One è una delle più famose etichette discografiche, nonché studio di registrazione giamaicane ed è stata definita "la Motown della Giamaica".
Fondata da Clement "Coxsone" Dodd nel 1954 in Brentford Road a Kingston, la Studio One fu coinvolta dai maggiori movimenti musicali giamaicani degli anni sessanta e '70, tra cui ska, rocksteady, reggae, dub e dancehall.
L'etichetta venne chiusa negli anni ottanta quando Dodd si trasferì a New York.
Parte dell'immenso catalogo di musica della Studio One viene continuamente ripubblicato da altre etichette discografiche, tra le quali Heartbeat e Soul Jazz.

## Lista degli artisti più conosciuti
Horace Andy, The Wailers, Burning Spear, Alton Ellis, Roland Alphonso, The Gladiators, Johnny Osbourne, Jackie Mittoo, Don Drummond, Delroy Wilson, Sound Dimension, Freddie McGregor, The Gaylads, The Heptones, Hortense Ellis, Jackie Estick, Jackie Opel, Slim Smith, John Holt, Willi Williams, Lennie Hibbert, Brentford All Stars, Michigan & Smiley, The Cables, Larry Marshall, Sugar Minott, Carlton & The Shoes, Lone Ranger, Cornell Campbell

## Discografia
- King Stitt, Dance Hall 63, Studio One
- Ska Bonanza: The Studio One Ska Years Heartbeat
- Roland Alphonso, Something Special: Ska Hot Shots, Heartbeat
- Don Drummond, The Best Of Don Drummond, Studio One
- The Skatalites, Ska Authentic, Studio One
- The Skatalites, Ska Authentic Vol. 2, Studio One
- The Skatalites, Foundation Ska, Heartbeat
- Ernest Ranglin, Sound & Power, Studio One
- Peter Tosh, The Toughest, Heartbeat
- Bob Andy, Song Book, Coxsone
- Ken Boothe, A Man & His Hits
- Ken Boothe, Mr. Rocksteady, Studio One
- The Heptones, On Top, Studio One
- The Heptones, Fattie Fattie, Studio One
- The Heptones, Sea Of Love, Heartbeat
- Delroy Wilson, Original Twelve-The Best Of Delroy Wilson, Heartbeat
- Delroy Wilson, I Shall Not Remove, Studio One
- Delroy Wilson, Dancing Mood, Studio One
- Delroy Wilson, Good All Over, Coxsone
- Various Artists, Mojo Rocksteady, Heartbeat
- Various Artists, Studio One Ska, Soul Jazz
- Cedric Brooks, Im Flash Forward, Studio One
- Burning Spear, Presenting, Studio One
- Burning Spear, Rocking Time, Studio One
- Alton Ellis, Sunday Coming, Studio One; Heartbeat
- Alton Ellis, Sings Rock & Soul, Coxsone; Studio One
- Larry Marshall, Presenting Larry Marshall, Studio One; Heartbeat
- Jackie Mittoo, Tribute To Jackie Mittoo, Heartbeat

- Jackie Mittoo, The Keyboard King At Studio One, Universal Sound/Soul Jazz
- Jackie Mittoo, Evening Time, Studio One
- Jackie Mittoo & The Soul Bothers, Last Train To Skaville, Soul Jazz
- The Wailing Souls, The Wailing Souls, Studio One
- Bob Marley & The Wailers, One Love At Studio One, Heartbeat
- Bob Marley & The Wailers, Wailers & Friends, Heartbeat
- Bob Marley & The Wailers, Destiny: Rare Ska Sides From Studio One, Heartbeat
- Bob Marley & The Wailers, Climb The Ladder, Heartbeat
- Lee Perry, Chicken Scratch, Heartbeat
- Jackie Opel, The Best Of Jackie Opel, Studio One
- Jackie Opel, Cry Me A River, Studio One
- Lord Creator, Golden Love, Studio One
- Roy Burrowes/Clifford Jordan/Charles Davis, Reggae Au Go Jazz, Studio One
- The Clarendonians, The Best Of The Clarendonians, Coxsone
- Peter Tosh, The Toughest, Heartbeat
- Carlton & The Shoes, Love Me Forever, Studio One
- The Gaylads, Soul Beat, Studio One
- Marcia Griffiths, The Original (At Studio One), Studio One
- Marcia Griffiths, Truly, Heartbeat
- Slim Smith, Born To Love, Studio One; Heartbeat
- The Termites, Do The Rock Steady, Studio One; Heartbeat
- Clement "Coxsone" Dodd Productions, Feel Like Jumping, Heartbeat
- Clement "Coxsone" Dodd Productions, Get Ready Rock Steady, Coxsone
- Clement "Coxsone" Dodd Productions, Studio One Rockers, Soul Jazz
- Clement "Coxsone" Dodd Productions, Studio One Scorchers, Soul Jazz
- Clement "Coxsone" Dodd Productions, Studio One Soul, Soul Jazz
- Clement "Coxsone" Dodd Productions, 7 Inch Auction, Studio One/Peckings
- Jay-Z at Studio One

## Etichette affiliate
All Stars, Bongo Man, Budget, Coxsone, Date Disc, Downbeat, Faze Four, Forward, Iron Side, Money Disc, Muzik City, Port-O-Jam, Winro, Worldisc